# At Ta'iziyah (huyện)
Huyện At Ta'iziyah là một huyện thuộc tỉnh Ta`izz, Yemen. Đến thời điểm năm 2003, huyện này có dân số 109814 người